# Дейв Девіс
Дейв Девіс (англ. Dave Davies; нар. 3 лютого 1947) — британський рок-музикант, більш відомий як соло-гітарист та вокаліст британського рок-гурту The Kinks.
В 2003 році журнал Rolling Stone помістив Дейвіса на 88 місце в списку «100 найкращих гітаристів усіх часів».

## Дискографія

### Сольні студійні альбоми
- Dave Davies (AFL1-3603) (1980)
- Glamour (1981)
- Chosen People (1983)
- Bug (2002)
- Fractured Mindz (2007)
- I Will Be Me (2013)